# Рорі Фаллон
Рорі Фаллон (англ. Rory Fallon; нар. 20 березня 1982; Гісборн, Нова Зеландія) — новозеландський футболіст, нападник англійського клубу Плімут Аргайл та національної збірної Нової Зеландії. Став автором єдиного голу у двохматчевому протистоянні плей-оф проти збірної Бахрейну, що дозволило Новій Зеландії зіграти в фінальній частині чемпіонату світу 2010 року.

## Титули і досягнення
- Володар Кубка націй ОФК: 2016
- Бронзовий призер Кубка націй ОФК: 2012